# Vangelis Meimarakis

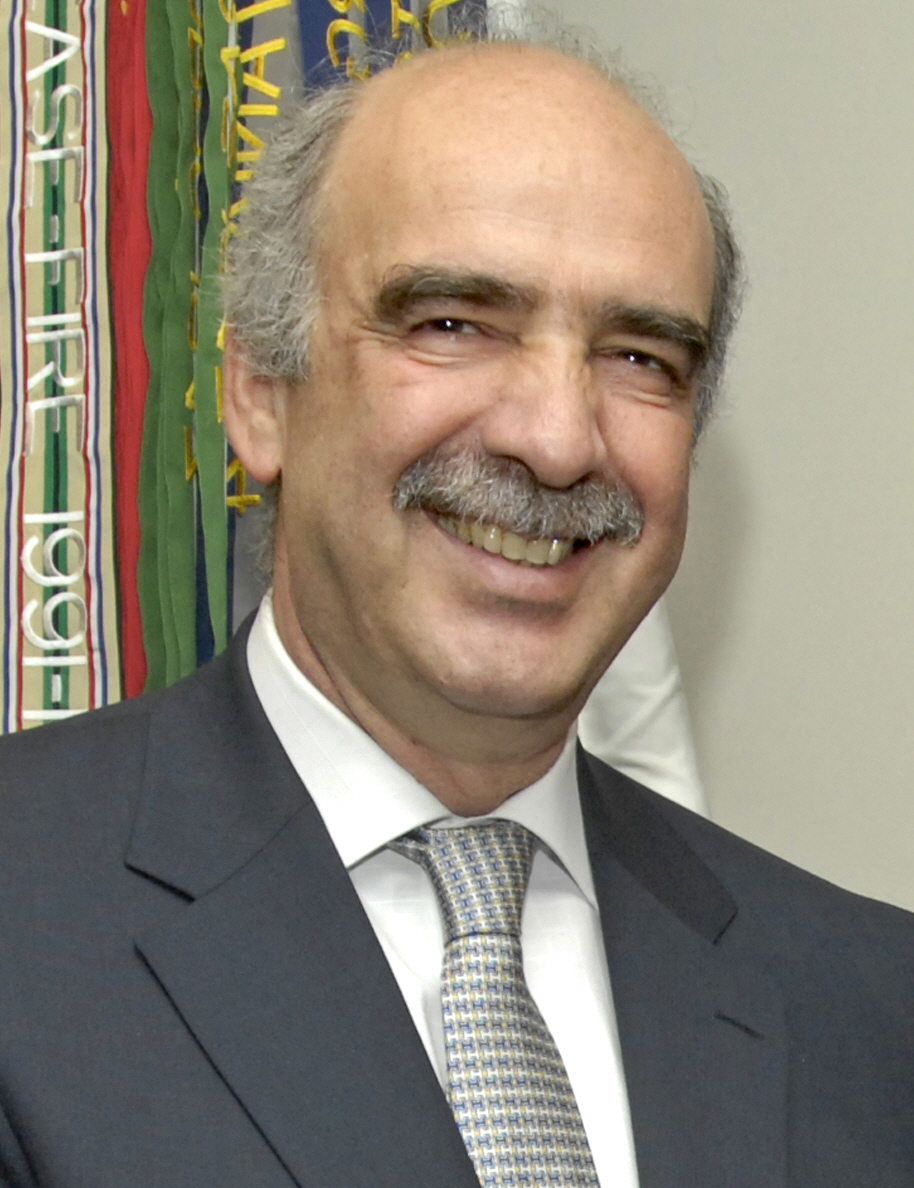
Vangelis Meimarakis na Defesa Ministerial da OTAN em Bruxelas, 2007.

Evangelos "Vangelis" Meimarakis (em  grego: Ευάγγελος “Βαγγέλης” Μεϊμαράκης; 14 de dezembro de 1953 em Atenas) é um advogado e político grego, líder do partido Nea Dimokratia, de centro-direita. 
Graduou-se na Faculdade de Direito da Universidade de Atenas e da Faculdade de Ciências Políticas e do departamento da Universidade Panteion administração pública. Foi eleito membro do Parlamento pelo Partido da Nova Democracia, no segundo círculo eleitoral de Atenas, em 1989 (eleições de junho e novembro), em 1990, 1993, 1996, 2000, 2004, 2007, 2009 e 2012 (maio e junho). Membro da Assembleia Parlamentar do Conselho da Europa (PACE) e membro suplente do Parlamento Helênico - Delegação à Assembleia Parlamentar da NATO, foi também líder da bancada do Partido Nova Democracia entre 1991 e 1992. 
Foi Ministro da Defesa Nacional entre 16 de fevereiro 2006 e 7 de outubro 2009, e vice-ministro da Tutela do Desporto, de 1992 a 1993. Foi eleito secretário do Comitê Central da Nova Democracia, tendo sido a primeira pessoa a ocupar este cargo. Também foi presidente da Organização da Juventude do Partido da Nova Democracia (ONNED). Foi eleito membro do Comitê Executivo e do Comité Central da Nova Democracia, de 1984 até o presente.
A sua chegada à liderança da Nova Democracia ocorreu no dia do referendo de 5 de julho de 2015, com a demissão de Antónis Samarás. Uma das suas primeiras decisões como líder foi apoiar o governo do Syriza nas votações parlamentares relativas ao terceiro resgate da dívida grega.
Ele é casado com Ioanna Kolokota, com quem tem duas filhas.